# Nightmaster (film)
Nightmaster (Watch The Shadows Dance) è un film del 1987 diretto da Mark Joffe.
Pellicola girata principalmente a Sydney, in Australia, con la ventenne Nicole Kidman tra gli interpreti.

## Trama
Si narrano le avventure di alcuni ragazzi che si divertono a organizzare tornei notturni di arti marziali.